# (2012) Guo Shou-Jing
(2012) Guo Shou-Jing es un asteroide que forma parte del cinturón de asteroides y fue descubierto el 9 de octubre de 1964 por el equipo del Observatorio de la Montaña Púrpura desde el observatorio homónimo de Nankín, China.

## Designación y nombre
Guo Shou-Jing recibió al principio la designación de 1964 TE2.
Más tarde se nombró en honor del matemático chino Guo Shoujing (1231-1316).

## Características orbitales
Guo Shou-Jing orbita a una distancia media del Sol de 2,328 ua, pudiendo alejarse hasta 2,745 ua y acercarse hasta 1,911 ua. Su excentricidad es 0,1793 y la inclinación orbital 2,91 grados. Emplea en completar una órbita alrededor del Sol 1297 días.

## Características físicas
La magnitud absoluta de Guo Shou-Jing es 13,3 y el periodo de rotación de 12 horas.